# Annie Peck
Annie Smith Peck, més coneguda com a Annie Peck (Providence, EUA, 19 d'octubre de 1850 —Manhattan, Nova York, 18 de juliol de 1935), fou una alpinista i professora d'universitat nord-americana: els seus nombrosos ascensos en van fer una figura notable al canvi del segle xix al xx.